# جیل لارسون
جیل لارسون (انگلیسی: Jill Larson؛ زادهٔ ۷ اکتبر ۱۹۴۷) یک هنرپیشه اهل ایالات متحده آمریکا است. وی از سال ۱۹۸۰ میلادی تاکنون مشغول فعالیت بوده‌است.